# Schottische Badmintonmeisterschaft 2006
Die Schottische Badmintonmeisterschaft 2006 fand bereits im Oktober 2005 in Perth statt. Grund für die Vorverlegung waren die im März 2006 in Schottland stattfindenden Commonwealth Games.

## Austragungsort
- Perth, Bell’s Sports Centre

## Finalresultate
| Disziplin    | Sieger                               | Finalist                     | Ergebnis          |
| ------------ | ------------------------------------ | ---------------------------- | ----------------- |
| Herreneinzel | Craig Goddard                        | Gordon Thomson               | 15-1, 15-12       |
| Dameneinzel  | Susan Hughes                         | Yuan Wemyss                  | 11-7, 11-6        |
| Herrendoppel | David Gilmour Craig Robertson        | David Forbes Stewart Kerr    |                   |
| Damendoppel  | Michelle Douglas Yuan Wemyss         | Imogen Bankier Emma Mason    |                   |
| Mixed        | Andrew Bowman Kirsteen McEwan-Miller | Watson Briggs Imogen Bankier | 13-15, 15-6, 15-9 |